# EncroChat
EncroChat era una xarxa de comunicacions i un proveïdor de servei presumptament utilitzat per membres de grups de delinqüents per organitzar activitats criminals. Al juny i juliol del 2020, la policia es va infiltrar en la xarxa EncroChat durant una investigació que va abastar tot Europa. Una font no identificada associada amb EncroChat va informar que la companyia cessaria operacions a causa d'aquella operació policial.

## Rerefons
El servei EncroChat estava disponible per a dispositius Android que tinguessin les seves funcions de GPS, càmera i micròfon inutilitzats. El juliol de 2020 es va informar que els dispositius costaven 1.000 € cadascun, a més de 1.500 € per un contracte de sis mesos per la connexió al servei. Aquell mes, el servei ja tenia 10.000 usuaris registrats només al Regne Unit.
Segons es va informar, els dispositius feien servir maquinari de telèfon del tipus BQ Aquaris X2, i executaven paral·lelament dues instàncies del sistema operatiu: un estàndard Android visible en accedir al telèfon, i un amb d'amagat amb unes característiques especials habilitades. EncroChat contenia una aplicació de missatgeria especial que enviava els missatges a través d'un servidor central. El sistema tenia disponible un "botó de pànic", prenen el qual es demanava un PIN segur que introduït al dispositiu a través de la pantalla de desbloqueig executava un esborrament total de totes les dades del telèfon. El proveïdor de la SIM d'EncroChat era la companyia de telecomunicacions holandesa KPN.
El sistema de missatgeria encriptada va ser descobert per la Gendarmeria Nacional Francesa el 2017, juntament amb els telèfons relacionats, en dur a terme operacions contra grups de crim organitzat. El desembre de 2018 es va informar que l'assassí a sou que havia assassinat Paul Massey i John Kinsella havia utilitzat un telèfon EncroChat.

## Infiltració
L'Agència Nacional de Delictes de Gran Bretanya (NCA) va començar a treballar per intentar infiltrar-se a la xarxa el 2016; més tard la Gendarmeria Nacional Francesa va unir esforços el 2017. La investigació es va accelerar a principis de 2019 després de rebre finançament de la UE, i es va formar un Equip de Recerca Conjunt (JIT) el qual es va formar entre autoritats franceses i la policia holandesa l'abril de 2020. La NCA va ajudar la Gendarmeria Nacional i la policia holandesa a accedir a missatges en posar «un dispositiu tècnic in situ» als servidors d'EncroChat a França. Aquestes dades van ser distribuïdes per Europol i la NCA va construir tecnologia d'anàlisi de dades per automàticament «identificar i localitzar infractors en analitzar milions de missatges i centenars de milers d'imatges».
Els investigadors van trobar una manera d'instal·lar codi maliciós als telèfons, la qual cosa els va permetre llegir missatges abans que fossin enviats i registrar les contrasenyes de desbloqueig de pantalla. EncroChat ha estimat que al voltant del cinquanta per cent dels dispositius a Europa van ser afectats. El maig del 2020, la característica d'esborrat va ser inutilitzada a distància per agents de la llei en alguns dispositius. La companyia EncroChat inicialment va intentar enviar una actualització en resposta al que es pensava inicialment que era una fallida del sistema, però els dispositius van ser copejats una altra vegada pel codi maliciós alterant contrasenyes de pantalla.
La nit del 12 al 13 de juny de 2020, quan EncroChat va sospitar que havia estat infiltrat per agents de la llei, els usuaris van rebre un missatge secret que deia: «Avui el nostre domini va ser capturat il·legalment per entitats de govern(s). Han reprogramat el nostre domini per llançar un atac i comprometre les unitats de carboni... A causa del nivell de sofisticació de l'atac i del nivell del codi maliciós, ja no podem garantir la seguretat del vostre dispositiu... S'aconsella [sic] apagar i llaçar al rebuig físicament el vostre dispositiu immediatament».
EncroChat va informar més tard a Vice News que tancava permanentment «després de diversos atacs duts a terme per una organització estrangera que sembla tenir el seu originen al Regne Unit». Europol i l'NCA van rebutjar fer comentaris en aquell moment. Segons autoritats franceses, el noranta per cent dels usuaris d'EncroChat eren delinqüents, i l'NCA va dir que no va trobar cap evidència que fos usada per no delinqüents.

## Impacte

### Equip de Recerca Conjunt europeu
El JIT, de nom clau Emma 95 a França, 26Lemont als Països Baixos i recolzat per l'Europol, va permetre reunir en temps real milions de missatges entre sospitosos de delinqüència, i la informació també va ser compartida amb agències de la llei de diversos països que no participaven en el JIT, incloent-hi el Regne Unit, Suècia i Noruega. La policia holandesa va arrestar més de 100 sospitosos, i va capturar més de vuit tones de cocaïna, al voltant vuit tones de metamfetamina, dotzenes d'armes i cotxes de luxe, i gairebé 20 milions d'euros en efectiu. Les autoritats franceses han rebutjat, fins ara, revelar públicament informació sobre les detencions.

### Operació Venetic
Operació Venetic és una resposta nacional de l'Agència Nacional del Delicte del Regne Unit. Arran de la infiltració a la xarxa, la policia del Regne Unit va arrestar 746 persones, incloent-hi caps criminals, va interceptar dues tones de drogues (amb un valor al carrer de més de 100 milions de lliures), va capturar 54 milions de lliures en efectiu així com armes que inclouen submetralladores, pistoles, granades, un rifle d'assalt AK47 i més de 1800 rondes de munició. Es van capturar també més de 28 milions de pastilles del sedant Etizolam. Es va arrestar també, arran de l'operació, alguns agents de la llei corruptes.